# Penitenciarul Baia Mare
Penitenciarul Baia Mare este o unitate de detenție de regim deschis și semideschis din Baia Sprie, județul Maramureș, România. Directorul actual al unității este comisar șef de penitenciare Spiridon Mircea.

## Scurt istoric
Între anii 1956-1959 au fost construite, într-o zonă numită „Valea Borcutului”, 20 de barăci, cu o capacitate de 1000-1200 de deținuți, ca secție a Penitenciarului Satu Mare. În anul 1960, unitatea s-a mutat pe actualul amplasament, tot ca secție a aceluiași penitenciar. Prin decretul prezidențial din data de 1 octombrie 1973, secția Baia Mare devine Penitenciarul Baia Mare, cu această ocazie contruindu-se clădirea actuală îmbunătățind spațiul de detenție cu instalație electrică, instalație de apă caldă, rece sau înființându-se cabinetul medical. La 31 iulie 1977 penitenciarul de desființează deținuții fiind transferați iar la 1 aprilie 1980 se reînființează. În anul 1995 s-a construit în curtea penitenciarului o biserică de lemn, specific maramureșană.